# Верещагін Роман Іванович
Роман Іванович Верещагін (28 жовтня 1910, с. Гребениківка Тростянецького району Сумської області — 26 січня 1985) — відомий український композитор, педагог, фольклорист.
1947 року закінчив Київську державну консерваторію ім. П. І. Чайковського по класу професора Б. М. Лятошинського.
Викладав в Київському училищі ім. Р. Глієра.
Є автором двох симфоній, кількох сюїт, музичних поем, хорів, романсів та пісень, у тому числі на слова П. Воронька, А. Пашка, М. Рильського, Т. Шевченка, О. Ющенка.
Член спілки композиторів України.